# Andrade (wrestler)
Manuel Alfonso Andrade Oropeza, meglio conosciuto con il ring name Andrade (Gómez Palacio, 3 novembre 1989), è un wrestler messicano sotto contratto con la WWE.
In carriera ha detenuto una volta l'NXT Championship, una volta lo United States Championship e una volta lo Speed Championship.
Figlio del wrestler José Andrade Salasa, ha debuttato all'età di quattordici anni, nel circuito indipendente messicano. Tra il 2008 e il 2016 ha militato nel Consejo Mundial de Lucha Libre, esibendosi con il ring name La Sombra; ha inoltre combattuto nella New Japan Pro-Wrestling e nella All Elite Wrestling.

## Carriera

### Consejo Mundial de Lucha Libre (2008–2016)

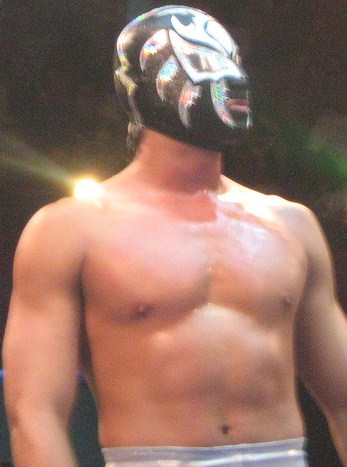
La Sombra nel 2010

L'evento principale dello show per l'80º anniversario della federazione non fu ben accolto dai fan perché si aspettavano un match tra Atlantide e Ultimo Guerrero. Dopo il match i tifosi si radunarono dietro ad Avolor Jr., dandogli sostegno e costringendo la federazione a farlo tornare tra i "tecnico", fischiando invece La Sombra che avrebbe dovuto fare la parte del "tecnico" secondo i piani originali della federazione. Si arrivò quindi ad un passaggio tra i "rudo" e formò un tag team con Lio Rush, anche se questi rifiutavano di definirsi rudo, ma iniziarono piuttosto a presentarsi come "tecnico differenti". 
Il 6 giugno, La Sombra sconfisse Volador Jr. con l'aiuto di Rush e La Màscara vincendo l'NWA World Historic Welterweight Championship in un match dove era in palio anche io titolo dei pesi medi di La Sombra. Il trio formato da La Sombra, Rush e Màscara fu infine chiamato Los Ingobernables. Il 1º agosto, durante la finale di El Juicio, La Sombra perse il titolo contro l'ex campione Volador Jr. Arrivò alla finale del torneo Universal Championship 2014, salvo perdere il match decisivo contro Ultimo Guerrero. Il 1º maggio 2015, La Sombra vinse il torneo Reyes del Aire 2015.
Il 21 luglio, La Sombra e Rush furono coinvolti in un incidente a Guadalajara, quando attaccarono i tifosi che stavano lanciando loro delle birre durante un match. Il giorno seguente, la Jalisco's Boxing and Wrestling Commission li sospese per tre mesi. La CMLL decise di non far apparire sia La Sombra che Rush dal loro show Super Viernes che avrebbe avuto luogo tre giorni dopo. Nell'estate del 2015 i Los Ingobernables hanno iniziato a lottare contro le squadre di tecnico invece di affrontare generalmente le squadre di rudo come avevano fatto fino a quel momento. Nell'agosto 2015, hanno avuto un feud con Atlantide, scontrandosi in diverse occasioni con il wrestler tecnico veterano. Il 31 agosto, perse l'NWA World Historic Middleweight Championship contro Ultimo Guerrero, terminando il suo regno dopo due anni e mezzo.
Nel main event del CMLL 82nd Anniversary Show del 18 settembre 2015, mise in palio la sua maschera contro Atlantis. Atlantis vinse il Lucha de Apuestas match e, di conseguenza, La Sombra fu costretto a smascherarsi e rivelare il suo vero volto. All'inizio di novembre, La Sombra e Rush iniziarono ad avere problemi l'uno con l'altro, che portarono ad un match tra i due, che si tenne il 13 novembre, nel quale a prevalere fu Rush. Dopo il match, che si rivelò essere poi l'ultima apparizione di La Sombra in CMLL, i due membri dei Los Ingobernables si riconciliarono.

### New Japan Pro-Wrestling (2010–2016)
Venne selezionato per rappresentare la CMLL al torneo organizzato dalla New Japan Pro-Wrestling chiamato Best of the Super Juniors XVII, che si tenne dal 30 maggio al 16 giugno 2010. Nel primo incontro del torneo, sconfisse Tiger Mask, e nel corso dell'evento, sconfisse anche Jushin Thunder Liger, ma con soli tre punti su sei massimi totali, non riuscì a qualificarsi per le semi finali. Nel novembre dello stesso anno, insieme a Gran Metalik, partecipò ad un altro evento della NJPW della durata di cinque giorni, la Super J Tag League. Anche in questa occasione, i due vinsero due incontri su quattro, non riuscendo a qualificarsi per le fasi finali del torneo.
La coppia ritornò in Giappone il 4 gennaio 2011, nel corso di Wrestle Kingdom V, dove riuscirono a sconfiggere Thunder Liger e Héctor Garza grazie allo schienamento di Almas su Liger. Essendo Liger l'allora CMLL World Middleweight Champion, ricevette una title shot per la cintura il 22 gennaio, ma perse lo scontro decisivo.
Tra il 2011 e il 2012, partecipò a molti altri eventi in Giappone, come il G1 Climax, Fantastica Mania (dove riuscì a difendere la cintura di NWA World Historic Welterweight Champion nel frattempo conquistata contro Volador Jr.) e la New Japan Cup. Nel 2013, conquistò anche l'IWGP Intercontinental Championship sconfiggendo Shinsuke Nakamura, salvo perderlo contro l'ex campione il 20 luglio dopo un regno di circa due mesi. Partecipò ancora a molti tornei fino al 2015, ma non riuscì mai a passare le fasi eliminatorie.

### WWE (2016–2021)

#### NXT(2016–2018)
Il 19 novembre 2015 è stata annunciata la sua firma con la WWE. Dopo essersi allenato al Performance Center, ha debuttato l'8 gennaio 2016 durante un house show di NXT come Manny Andrade, sconfiggendo Riddick Moss. Il 1º aprile, a NXT TakeOver: Dallas, ha sconfitto Christopher Girard in un Dark match.
Nel mese di maggio ha cambiato il suo ring name in Andrade "Cien" Almas e l'8 giugno, a NXT TakeOver: The End, ha sconfitto Tye Dillinger al suo match di esordio. Il 20 agosto, a NXT TakeOver: Brooklyn II, è stato sconfitto dal debuttante Bobby Roode. Il 14 dicembre ha sconfitto No Way Jose, guadagnandosi la partecipazione ad un Fatal 4-Way match per determinare lo sfidante all'NXT Championship di Shinsuke Nakamura; l'incontro, però, è stato vinto da Bobby Roode (gli altri partecipanti erano Roderick Strong e Tye Dillinger).
Nell'estate del 2017 è stato affiancato da Zelina Vega, la quale è diventata la sua manager. Il 19 agosto, a NXT TakeOver: Brooklyn III, ha sconfitto Johnny Gargano grazie all'aiuto di Vega, che ha distratto Gargano. Nella puntata di NXT dell'11 ottobre ha sconfitto nuovamente Gargano, guadagnandosi un'opportunità per l'NXT Championship detenuto da Drew McIntyre e il 18 novembre, a NXT TakeOver: WarGames, ha battuto lo scozzese, conquistando il titolo. Il 27 gennaio 2018, a NXT TakeOver: Philadelphia, ha difeso con successo il titolo contro Johnny Gargano, ma lo perse Il 7 aprile, a NXT TakeOver: New Orleans, contro Aleister Black dopo 140 giorni di regno.

#### SmackDown(2018–2019)
Il 28 gennaio 2018 ha debuttato nel main roster, partecipando al royal rumble match dell'omonimo pay-per-view: è entrato con il numero 7, ma è stato eliminato da Randy Orton per diciottesimo dopo 29 minuti di permanenza sul ring.
A partire dal 17 aprile 2018 sono stati mandati in onda dei video circa il suo debutto nel roster di SmackDown, che è avvenuto il 15 maggio, insieme alla sua manager Zelina Vega, sconfiggendo facilmente un atleta locale, stabilendosi come heel e nelle settimane successive ha sconfitto senza problemi altri jobber. Il 19 agosto, nel kick-off di SummerSlam, Almas e Vega hanno sconfitto Rusev e Lana in un Mixed Tag Team match. Il 27 gennaio, alla Royal Rumble, ha partecipato al match omonimo entrando col numero 19 ma è stato eliminato da Braun Strowman.
Nella puntata di SmackDown del 26 febbraio ha partecipato ad un Triple Threat match per lo United States Championship che includeva anche il campione R-Truth e Rey Mysterio ma il match è stato vinto dal campione. Ci ha riprovato il 5 marzo a SmackDown in un Fatal four-way match che comprendeva anche R-Truth, Rey Mysterio e Samoa Joe ma il match è stato vinto da quest'ultimo. Il 10 marzo, a Fastlane, ha partecipato ad un Fatal 4-Way match per lo United States Championship che includeva anche il campione Samoa Joe, R-Truth e Rey Mysterio ma il match è stato vinto da Joe. Il 7 aprile, nel Kick-off di WrestleMania 35 ha partecipato all'André the Giant Memorial Battle Royal ma si è eliminato per errore dopo aver eliminato Apollo Crews.

#### Raw(2019–2021)
Con lo Shake-up del 15 aprile 2019 è passato al roster di Raw assieme a Zelina Vega e quella stessa sera, ha sconfitto l'Intercontinental Championship, Finn Bálor in un match non titolato. Tuttavia, il 22 aprile la WWE ha ufficializzato sul proprio sito il ritorno di Andrade e Vega a SmackDown. Il 19 maggio, a Money in the Bank, ha partecipato all'omonimo ladder match che comprendeva anche Ali, Baron Corbin, Drew McIntyre, Finn Bálor, Randy Orton e Ricochet ma il match è stato vinto dal rientrante Brock Lesnar. Il 7 giugno, a Super ShowDown, affrontò Finn Bálor per l'Intercontinental Championship ma venne sconfitto. Nella puntata di Raw del 29 luglio Andrade ha partecipato ad un Gauntlet match per determinare lo sfidante allo United States Championship di AJ Styles ma, dopo aver eliminato Rey Mysterio, è stato eliminato per ultimo da Ricochet.
Nella puntata di Raw del 14 ottobre è stato trasferito insieme a Zelina Vega nello show rosso per effetto del Draft e nella stessa puntata, Andrade ha sconfitto Ali. Nella puntata di Raw del 21 ottobre Andrade ha sconfitto Sin Cara. Il 31 ottobre, a Crown Jewel, ha partecipato ad una Battle Royal per determinare lo sfidante allo United States Championship detenuto da AJ Styles, ma è stato eliminato dal connazionale Humberto Carrillo.
Il 26 dicembre, durante un house show al Madison Square Garden di New York, ha sconfitto Rey Mysterio conquistando lo United States Championship. Nella puntata di Raw del 6 gennaio 2020 ha difeso con successo il titolo contro Rey Mysterio nella rivincita del Madison Square Garden e successivamente, lo ha smascherato, umiliandolo e nella rivincita del 20 gennaio lo ha battuto nuovamente in un ladder match. Ha nuovamente difeso con successo il titolo nel kick-off di Royal Rumble contro Humberto Carrillo. La sera dopo, a Raw, Andrade è stato sconfitto da Carrillo per squalifica a causa dell'intervento di Zelina Vega ma ha comunque mantenuto il titolo. Nel post match è stato brutalmente attaccato da Carrillo con una DDT sul cemento (kayfabe). Ciò è servito, a fini di storyline, poiché Andrade è stato sospeso per trenta giorni dalla WWE per una violazione del Wellness Program. La faida con Carillo proseguì l'8 marzo, ad Elimination Chamber, dove è stato ancora Andrade a trionfare e a mantenere il titolo. Il 27 aprile a Raw, ha iniziato una faida con Apollo Crews; dopo averlo infortunato al ginocchio (kayfabe), Crew si è preso la rivincita il 25 maggio a Raw, quando lo ha battuto, strappandogli il titolo dopo 151 giorni di regno.
Nella puntata di Raw dell'8 giugno ha vinto un triple threat match che comprendeva anche Angel Garza e Kevin Owens, conquistando l'opportunità di sfidare nuovamente Crews per lo United States Championship, ma il 14 giugno, nel kick-off di Backlash, ha fallito il suo tentativo di riconquistare il titolo. Nella puntata di Raw del 27 luglio Andrade e Garza hanno vinto un triple threat tag team match che comprendeva anche Cedric Alexander e Ricochet e i Viking Raiders, diventando gli sfidanti al Raw Tag Team Championship detenuto dagli Street Profits, ma il match, che si è svolto il 23 agosto, a SummerSlam, ha visto trionfare i campioni in carica. Nella puntata di Raw del 7 settembre Andrade e Garza sono stati sconfitti nuovamente dagli Street Profits, questa volta in un match non titolato, a causa di Garza che ha volutamente abbandonato il ring. La settimana dopo, Zelina Vega, stanca dei loro continui litigi, ha messo fine alla loro collaborazione. Il 21 settembre a Raw Andrade e Garza hanno vinto un triple threat tag team match che comprendeva anche Dominik Mysterio e Humberto Carrillo e Murphy e Seth Rollins, diventando gli sfidanti al Raw Tag Team Championship degli Street Profits, ma il 27 settembre, a Clash of Champions, sono stati ancora una volta i campioni a trionfare.
Il 21 marzo 2021, dopo mesi di inattività, ha lasciato di comune accordo la federazione.

### All Elite Wrestling (2021–2023)
Il 4 giugno 2021 debuttò nella All Elite Wrestling come Andrade El Ídolo, accompagnato da Vickie Guerrero.

### Ritorno in WWE (2024–presente)
Il 27 gennaio a Royal Rumble, fece il suo ritorno in WWE partecipando all'omonimo incontro entrando con il numero 4 ma venne eliminato da Bronson Reed. Due giorni dopo, a Raw, scelse di accasarsi nello show rosso dopo una conversazione con il general manager Adam Pearce. Tornò in azione il 4 marzo, a Raw, sconfiggendo Apollo Crews. Il messicano si allea con Dominik Mysterio, ma nella puntata di SmackDown del 5 aprile, Andrade tradisce Dirty Dom in favore di Rey Mysterio. La faida si concluse a WrestleMania XL, dove in coppia con Rey ha sconfitto Dominik e Santos Escobar.
Durante il Draft 2024 passa a SmackDown. Andrade sconfiggendo Ricochet vince il WWE Speed Championship e il 14 giugno inizia il suo regno. A SmackDown inizia una rivalità con Carmelo Hayes al meglio di tre vittorie. Nella puntata del 13 settembre riesce ad avere la meglio sul rivale e guadagna un mach per lo United States Championship di LA Knight la settimana seguente. Il messicano esce sconfitto contro LA Knight e viene riattaccato da Hayes a fine mach. Nella puntata di SmackDown del 25 ottobre, è andata in onda la gara sette della rivalità con Carmelo Hayes. Il mach si è concluso in no-contest dopo che l'arbitro speciale, ovvero LA Knight ha colpito entrambi. A Crown Jewel si è svolto un triple threat match per il WWE United States Championship, con LA Knight che difese il titolo contro Hayes e Andrade.
Il 15 novembre 20 novembre, Andrade perde lo Speed Championship contro Dragon Lee dopo 159 giorni di regno.
Nella puntata del 31 maggio di SmackDown Andrade vince un triple threat match contro Jacob Fatu e Carmelo Hayes qualificandosi al Money in the Bank Ladder match.

## Vita privata
Nel 2022 ha sposato la collega Charlotte Flair. Nel giugno 2024, Flair ha presentato istanza di separazione, ufficializzata in divorzio a ottobre dello stesso anno.

## Personaggio

### Mosse finali
- Come Andrade "Cien" Almas/Andrade
  - La Sombra (Hammerlock DDT)

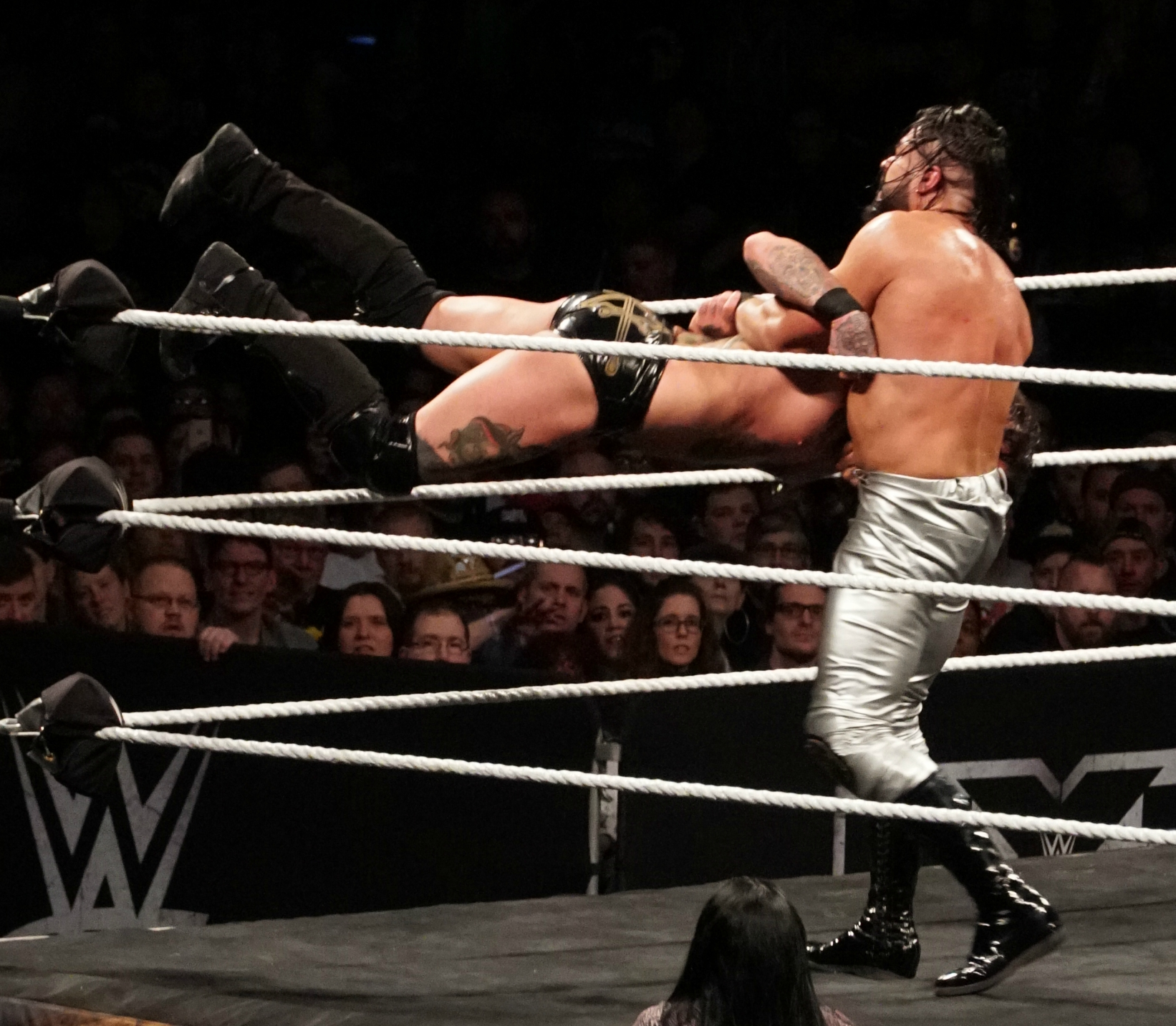
Andrade "Cien" Almas mentre esegue l'Hammerlock DDT su Aleister Black

  - The Message (Twisting Double Underhook Neckbreaker)

- Come La Sombra
  - Brillante Driver (One-armed powerbomb)

### Soprannomi
- "Cien"
- "CMLL no Prince"
- "El Centinela del Espacio"
- "El Ídolo"

## Titoli e riconoscimenti
- Consejo Mundial de Lucha Libre
  - NWA World Historic Welterweight Championship (2)[52]
  - NWA World Welterweight Championship (1)[53]
  - NWA World Historic Middleweight Championship (1)[54]
  - CMLL World Tag Team Championship (1) – con Volador Jr.[55]
  - CMLL World Trios Championship (1) – con La Máscara e Máscara Dorada[56]
  - Mexican National Trios Championship (1) – con El Sagrado e Volador Jr.[53]
  - CMLL Universal Championship (2011)[57]
  - La Copa Junior (2012)[58]
  - Cuadrangular de Parejas (2014) – con Omar Brunetti[59]
  - CMLL Reyes del Aire (2013, 2015)[60][61][62]
  - Torneo Corona – con Metalik[63]
  - Torneo Gran Alternativa (2007) – con Místico[64]
  - CMLL Torneo Nacional de Parejas Increibles (2013) – con Volador Jr.[65]
  - CMLL Bodybuilding Contest (2012 – Advanced)[66]
  - CMLL Tag Team of the Year (2009) – con Volador Jr.[67]
  - CMLL Technico of the Year (2010)[68]
  - CMLL Trio of the Year (2010) – con Máscara Dorada e La Máscara[68]
- Lucha Libre Azteca
  - LLA Azteca Championship (1)[69]
- New Japan Pro-Wrestling
  - IWGP Intercontinental Championship (1)[70]
- Pro Wrestling Illustrated
  - 13º tra i 500 migliori wrestler singoli nella PWI 500 (2018)[71]
- WWE
  - NXT Championship (1)[72]
  - WWE United States Championship (1)[73]
  - NXT Year-End Award (1)
    - Match of the Year (edizione 2018) - vs. Johnny Gargano il 27 gennaio a NXT TakeOver: Philadelphia
- Wrestling Observer Newsletter
  - 5 Star Match (2018) - vs. Johnny Gargano a NXT TakeOver: Philadelphia[74]